# وليم براونينج سبنسر
وليم براونينج سبنسر (بالإنجليزية: William Browning Spencer)‏ (1946)؛ روائي أمريكي.